# Navis
Navis è un comune austriaco di 1 985 abitanti nel distretto di Innsbruck-Land, in Tirolo.